# Pilichowice
Pilichowice [pronunciación en polaco: /pilixɔˈvit͡sɛ/] es un pueblo ubicado en el distrito administrativo de Gmina Żarnów, dentro del condado de Opoczno, Voivodato de Łódź, en el centro de Polonia. Se encuentra a unos 3 kilómetros al oeste de Żarnów, a 19 kilómetros al suroeste de Opoczno, y a 76 kilómetros al sureste de la capital regional Łódź.